# 木津智史
木津 智史（きづ さとし、1946年1月2日 - ）は日本のカメラマン。群馬県出身。本名、木津智。日本大学芸術学部卒業、サンフランシスコ大学卒業。

## 主な作品
- 日本の女子大生 シリーズ
- 女優　そっくりさん　ヌード シリーズ
- 木津智史作品集 大胆(1986)
- 私の旅立ち18歳(1987)
- 私の四季18歳(1987)
- ロシア美少女　ミィリンカヤシリーズ （1995～1998）
- マドンナメイト、ジューシーゼリー(1992)
- プリンセスロマンス PART1(1993)
- ジャパンホリデイ(1994)
- プリンセスロマンス PART2(1994)
- ロシア美女探訪(2000)
- ロシア美女紀行 ハロシェンカヤ（2001）
- かわいい子犬たち（2001）
- こいぬ（2001）
- YULIA Part1 写真集（2001）
- YULIA Part2 写真集（2001）
- ワン・ういーく（2003）
- ミニダッグス 子犬がいっぱい（2003）
- ロシア美少女ユーリア18歳DVD1.2.3（2003）
- ロシア美少女ユーリア18歳DVD4.5 (2004)
- ユーリア　コスプレシリーズDVD6.7.8（2005）
- ユーリア　コスプレシリーズ写真集（2005）
- ユーリアカレンダー制作（2006）
- ユーリア聖乳伝説シリーズDVD 9.10.11（2006）
- ユーリアポスター制作（2007）
- ユーリア＆フレンズシリーズDVD12.13.14（2007）
- ユーリアカレンダー制作（2008）
- ユーリア聖乳伝説シリーズDVD15.16.17（2008）
- ユーリア聖乳伝説シリーズDVD18（2009）
- ユーリア　コスプレシリーズDVD19 (2009)
- ユーリア写真集YULIA Part3(2010)
- ユーリア写真集YULIA Part4(2010)
- ユーリア　ザ・プレミアムDVD20（2010）
- ユーリア　コスプレシリーズDVD21（2010）
- ユーリア　ザ・プレミアム2　DVD22（2011）
- ユーリア　ザ・プレミアム3　DVD23（2011）
- ロシア美女コスプレシリーズ　アキバ編　DVD24（2012）
- ユーリア　コスプレシリーズ　ザ・プレミアムDVD25（2012）
- ユーリア　ブロンドビューティDVD26(2013)
- ソフィー・ノーバ　ヴァージンヌード　DVD27（2013）